# Saint-Nizier-du-Moucherotte
Saint-Nizier-du-Moucherotte ist eine französische Gemeinde mit 1132 Einwohnern (Stand 1. Januar 2022) im Département Isère in der Region Auvergne-Rhône-Alpes. Sie liegt rund sieben Kilometer westlich von Grenoble (Luftlinie) im Vercors-Gebirge, am Nordhang des 1901 m hohen Berges Moucherotte. Das Gemeindegebiet gehört zum Regionalen Naturpark Vercors.

## Geschichte
Von 1920 bis 1949 verband eine 39 km lange elektrische Straßenbahnlinie das Dorf mit Grenoble und Villard-de-Lans.
Als sich Frankreich im Zweiten Weltkrieg unter deutscher Besatzung befand, überfielen deutsche Besatzungstruppen am 13. und 15. Juni 1944 Saint-Nizier-du-Moucherotte und brannten es nieder.

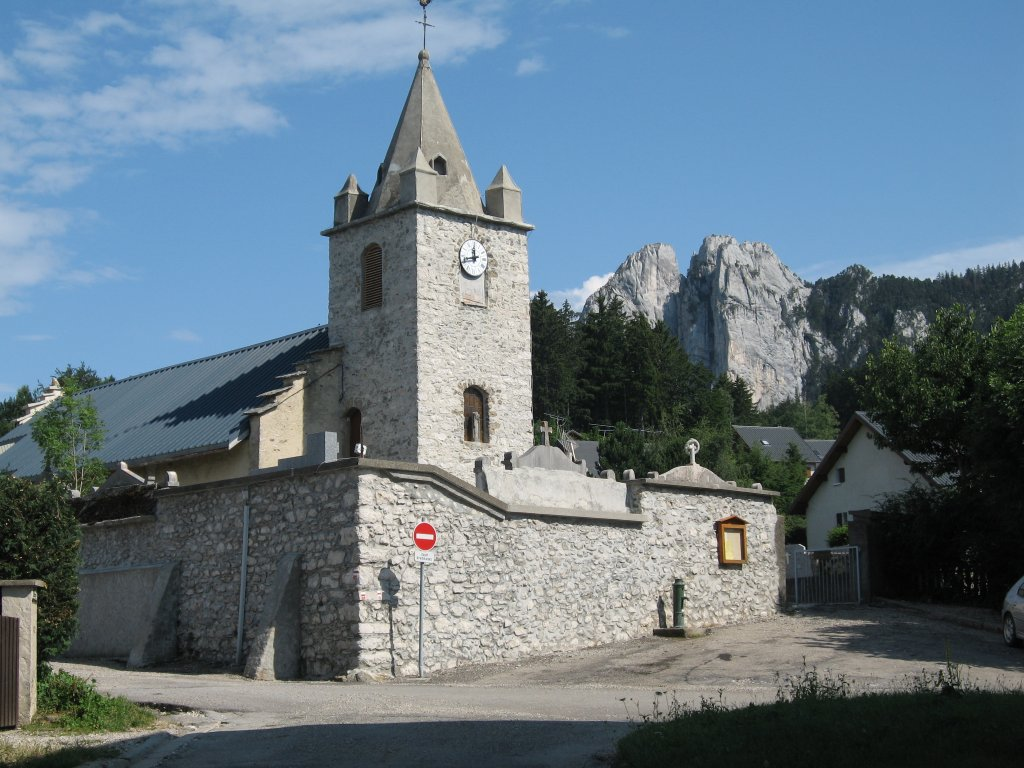
Kirche in Saint-Nizier-du-Moucherotte

## Sport
Das Dorf ist als Wintersportort bekannt, allerdings ging 1977 die touristische Bedeutung mit der Schließung der auf den Gipfel des Moucherotte führenden Luftseilbahn stark zurückgegangen. Es gibt zwei kurze Skilifte und Langlaufloipen mit einer Gesamtlänge von 45 km. Auf der Dauphiné-Schanze fand während der Olympischen Winterspiele 1968 einer der beiden Skisprungwettbewerbe statt. Von 1980 bis 1982 wurden auf der Schanze Wettbewerbe des Skisprung-Weltcups ausgetragen. Die Schanze ist seit 1990 geschlossen und wird dem Zerfall überlassen.

## Bevölkerungsentwicklung
| Jahr                       | 1962 | 1968 | 1975 | 1982 | 1990 | 1999 | 2008 | 2017 |
| Einwohner                  | 192  | 207  | 277  | 484  | 575  | 805  | 1010 | 1098 |
| Quellen: Cassini und INSEE |      |      |      |      |      |      |      |      |